# Liste der Baudenkmäler in Klingenberg am Main
Auf dieser Seite sind die Baudenkmäler in der unterfränkischen Stadt Klingenberg am Main zusammengestellt. Diese Tabelle ist eine Teilliste der Liste der Baudenkmäler in Bayern. Grundlage ist die Bayerische Denkmalliste, die auf Basis des Bayerischen Denkmalschutzgesetzes vom 1. Oktober 1973 erstmals erstellt wurde und seither durch das Bayerische Landesamt für Denkmalpflege geführt wird. Die folgenden Angaben ersetzen nicht die rechtsverbindliche Auskunft der Denkmalschutzbehörde.

## Ensembles

### Ensemble Altstadt Klingenberg am Main

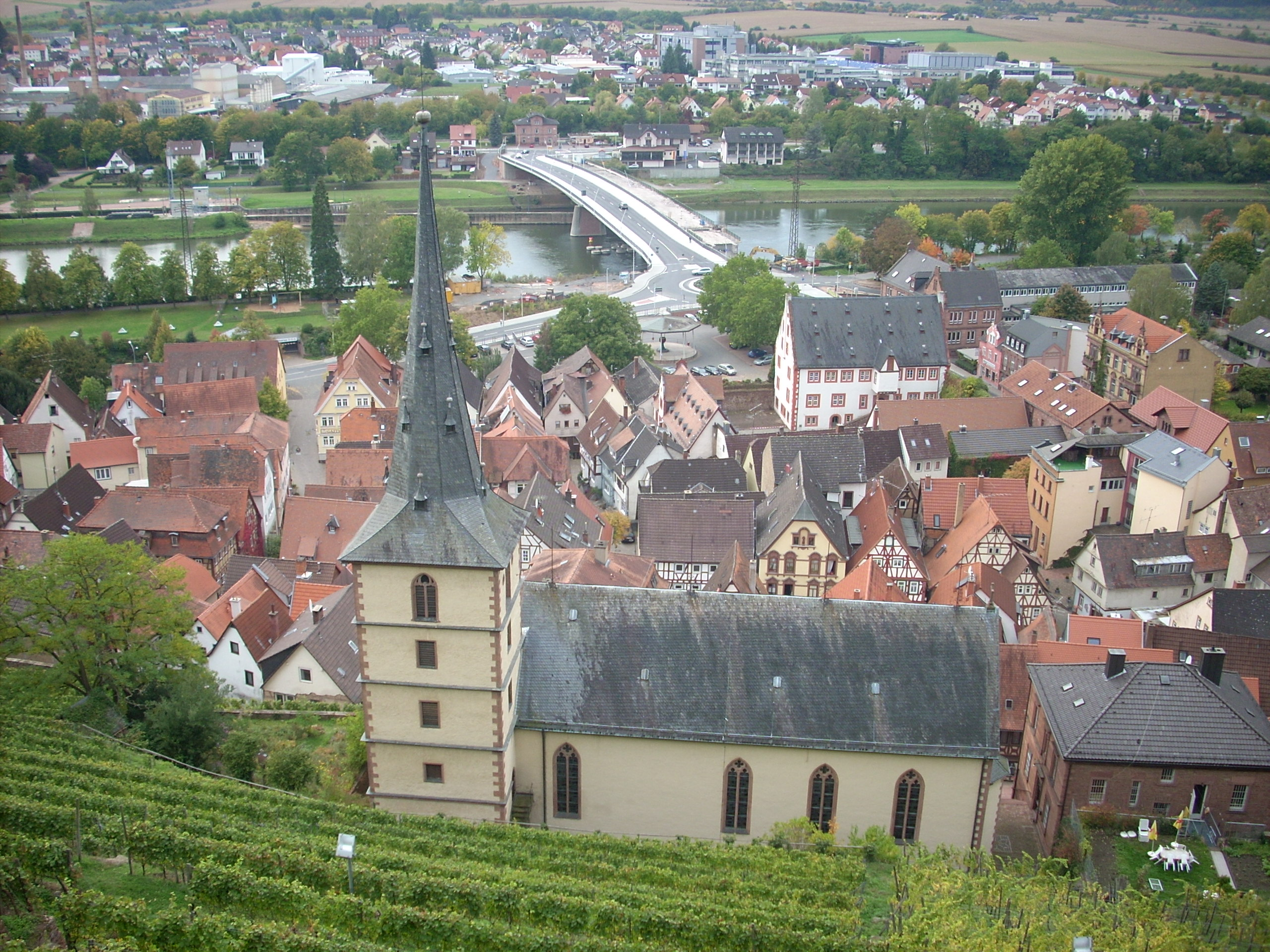
Altstadt Klingenberg am Main

Klingenberg (Lage), auf schmalem Uferstreifen rechts des Mains gelegen, 1276 zuerst als Stadt genannt, entfaltete sich zu Füßen der zuerst 1219 erwähnten Burg der Herren von Klingenberg als dicht zusammengedrängte, befestigte bürgerliche Siedlung, die insbesondere durch Rotweinbau und Abbau von Ton zu Wohlstand gelangte. Die Burg, im späten Mittelalter vielfach erweitert und durch das Erzstift Mainz mehrfach verlehnt, kam mit der Stadt 1505 völlig in den Besitz des Erzstifts. Sie ist seit 1685 Ruine; ihre Befestigungsanlage ist durch Schenkelmauern, zwischen denen sich der städtische Weinberg ausbreitet, mit der in Resten erhaltenen Stadtbefestigung verbunden. – In der Altstadt selbst hat sich überwiegend historische Bausubstanz erhalten. Die Hauptstraße, die parallel zum Main die Stadt durchläuft und im Süden von dem einzig noch erhaltenen Tor, dem spätgotischen Brunntorturm, begrenzt wird, weist bürgerliche Fachwerkhäuser des 16. bis frühen 19. Jahrhunderts und einige Gründerzeitbauten auf. Die Kirchenstraße, parallel dazu am Hang gelegen, ist in ihrem Charakter durch die überhöht liegende nach- und neugotische Pfarrkirche bestimmt; zusammen mit dem Brunntor bildet sie die Stadtkrone der bürgerlichen Stadt. Hofstraße, Mainstraße, Lindenstraße sind geschlossen, überwiegend historisch, bebaut, in der Hofstraße – in der Nordwestecke der Stadt – erhebt sich die große Vierseitanlage des Stadtschlosses des mainzischen Amtmannes, die nach 1560 neu erbaut wurde und die bürgerliche Kleinstruktur der Stadt unterbricht. Ebenso wie das ehemalige Rentamt in der Hauptstraße manifestiert das Amtsschloß die ehemalige Mainzer Landesherrschaft, die bis 1803 währte. – Das Stadtbild, zu dem als Staatsbau auch das ehemalige Amtsgericht aus dem frühen 19. Jahrhundert gehört, ist fast völlig ungestört, die wenigen Gründerzeitbauten haben keine schwerwiegenden Schädigungen des Gesamtbildes verursacht. Zu diesem Bild gehört wesentlich auch die Dächerlandschaft aus ziegelgedeckten Satteldächern. Umgrenzung: Mainstraße 1–19 (ungerade Nummern, jeweils südliche bzw. westliche Grundstücksgrenzen), Hofstraße 1–13 (ungerade Nummern, jweisl westliche bzw. nördliche Grundstücksgrenzen), Bahnhofstraße 6, 8, Rathausstraße 8, 4/4a, Bahnhofstraße 16, Hauptstraße 6, 5, nördliche Schenkelmauer der Burgbefestigung, Kirchenstraße 13 (Südgrenze des Grundstücks), Hauptstraße 51, 53, 55, Brunnentorturm, Hauptstraße 40, 38.  Aktennummer E-6-76-134-1.

### Ensemble Wilhelmstraße
Zusammenhängende Reihe (Lage)   zweigeschossiger, neubarocker Mietshäuser in gelbem Backstein mit Rotsandsteingliederungen, 1895–1900 auf der Bergseite der Straße errichtet. Die Gestaltung der Häuser und die Großzügigkeit der Bebauung manifestierten den Wohlstand der Stadt durch Weinbau und Tonabbau im späten 19. Jahrhundert. Umgrenzung: Wilhelmstraße 49–77 (ungerade Nummern). Aktennummer: E-6-76-134-2.

### Ensemble Ortskern Trennfurt
Das Ensemble (Lage) umfasst den historischen Kernbereich der ehemals bäuerlichen, jetzt industriell orientierten Ortschaft am unteren Main. Sein Mittelpunkt ist die erhöht über einer Freitreppenanlage und Terrasse aufragende, barocke, modern erweiterte katholische Pfarrkirche. Auf der Westseite ist ihr die Trennfurter Straße vorgelagert, die durch bäuerliche Fachwerkgiebelhäuser zumeist des 17. Jahrhunderts und das Gemeindehaus des späten 19. Jahrhunderts – dieses unmittelbar an der verbindenden Treppe – bebaut ist. – Die Anfänge der Besiedlung im Ensemblebereich gehen bis in provinzialrömische Zeit zurück; Trennfurt gehört zu den kleineren castra am Main. Umgrenzung: Trennfurter Straße 72, 74, 76, 78, 80, 84/86, 85, 87, 88, Ankergasse 2/4, Kleine Gasse 1, Magdalenenstraße 2. Aktennummer E-6-76-134-3.

## Stadtbefestigung
Die Stadtbefestigung Klingenbergs ist in einzelnen Mauerabschnitten erhalten. Sie wurde als unverputztes Bruchsteinmauerwerk mit Gerüstlöchern und Schießscharten erstellt. Sie stammt im Ursprung wohl noch aus dem 13. Jahrhundert und wurde im 15. Jahrhundert erneuert. In späterer Zeit wurde die Mauer, besonders auf der Mainseite, durch Häuser überbaut. Der Hang von der Burg bis zur Stadt hinunterlaufend ist durch zwei Schenkelmauern mit Resten von viereckigen Schalentürmen befestigt. Am besten erhalten ist der Brunntorturm. Ein südwestlicher Rundturm ist in ein Wohnhaus verbaut. Im Eckerker des Stadtschlosses ist vermutlich der nordwestliche Eckturm enthalten. Dort befinden sich auch Reste der vorgelagerten niedrigeren Zwingermauer. Aktennummer: D-6-76-134-3.

| Lage                      | Objekt                   | Beschreibung | Akten-Nr.              | Bild           |
| ------------------------- | ------------------------ | --- | ---------------------- | -------------- |
| Hauptstraße 55 (Standort) | Sogenannter Brunntorturm | Stadttor, sechsgeschossiger Torturm über quadratischem Grundriss mit spitzbogiger Durchfahrt und verschieferter welscher Haube mit gleichgestalteter Laterne, verputztes Mauerwerk mit Werksteinkanten und -rahmungen, Uhrwerk, Unterbau gotisch, 15. Jahrhundert, Obergeschoss Renaissance, 16. Jahrhundert, Dachwerk barock, 18. Jahrhundert | D-6-76-134-25 Wikidata | weitere Bilder |

## Baudenkmäler nach Gemeindeteilen

### Klingenberg
In Klingenberg sind fünf Straßenbilder von besonderer Bedeutung, sogenannte „Besondere Bereiche“, ausgewiesen. Die Einzelbaudenkmäler werden zunächst nach den Besonderen Bereichen gegliedert aufgeführt, danach folgen die restlichen Einzeldenkmäler der Kernstadt.

#### Hauptstraße
Umfassung: Hauptstraße 5–41, 43, 45, 47, 49, 51, 53, 55, Brunntorturm, Kirchenstraße 6, Lindenstraße 1, 2.

| Lage                          | Objekt                  | Beschreibung | Akten-Nr.              | Bild           |
| ----------------------------- | ----------------------- | --- | ---------------------- | -------------- |
| Hauptstraße 5 (Standort)      | Ehemaliges Amtsgericht  | viergeschossiger Walmdachbau, Putzfassade mit Werksteinrahmungen, klassizistisch, 1. Drittel 19. Jahrhundert | D-6-76-134-6 Wikidata  | weitere Bilder |
| Hauptstraße 11 (Standort)     | Wohnhaus                | schmaler dreigeschossiger giebelständiger Satteldachbau mit Fachwerkobergeschossen, massives Erdgeschoss mit Sandsteinrahmungen und großem Kellereingang, 16./17. Jahrhundert | D-6-76-134-8 Wikidata  | weitere Bilder |
| Hauptstraße 14 (Standort)     | Wohnhaus                | zweigeschossiger Krüppelwalmdachbau (ehemals Schopfwalm) mit Fachwerkobergeschoss, dem Giebel vorgebauter zweigeschossiger Satteldachanbau mit Fachwerkobergeschoss in Ecklage, 16./17. Jahrhundert, Erdgeschoss verändert | D-6-76-134-9 Wikidata  | weitere Bilder |
| Hauptstraße 16 (Standort)     | Wohnhaus                | giebelständiger Satteldachbau mit Fachwerkobergeschoss, 1509, Erdgeschoss verändert | D-6-76-134-10 Wikidata | weitere Bilder |
| Hauptstraße 18 (Standort)     | Wohnhaus                | giebelständiger zweigeschossiges Fachwerkhaus mit Krüppelwalmdach, Kellereingang bezeichnet 1628, massive Putzfassade mit Werksteingliederungen, neobarock, um 1900 | D-6-76-134-11 Wikidata | weitere Bilder |
| Hauptstraße 22, 24 (Standort) | Wohnhaus                | zweigeschossiger Satteldachbau mit Fachwerkobergeschoss in Ecklage, 18. Jahrhundert, Erdgeschoss verändert | D-6-76-134-12 Wikidata | weitere Bilder |
| Hauptstraße 23, 25 (Standort) | Wohnhaus                | zweigeschossiger Satteldachbau mit Fachwerkobergeschoss, reiches Zierfachwerk, Kellersockel mit Rundbogentür, Sandstein, bezeichnet 1606, Erdgeschoss verändert, zweigeschossiges Rückgebäude mit verputztem Fachwerkobergeschoss und Satteldach über Kellersockel mit Rundbogentür, Sandstein, bezeichnet 1569                       | D-6-76-134-13 Wikidata | weitere Bilder |
| Hauptstraße 26 (Standort)     | Wohn- und Geschäftshaus | giebelständiger zweigeschossiger Satteldachbau mit verputztem Fachwerkobergeschoss und Zierfachwerkgiebel, 17. Jahrhundert, Erdgeschoss mit gründerzeitlicher Schaufenstergestaltung, um 1900 | D-6-76-134-15 Wikidata | weitere Bilder |
| Hauptstraße 26 a (Standort)   | Ehemaliges Rathaus      | zweigeschossiger Satteldachbau (ehemals Schopfwalm) mit Fachwerkobergeschoss und mittigem Konsolerker, massives Erdgeschoss mit Sandsteinarkaden, in Ecklage, bezeichnet 1561, weitgehende historisierende Erneuerung bezeichnet 1906                                                                                                 | D-6-76-134-35 Wikidata | weitere Bilder |
| Hauptstraße 27 (Standort)     | Wohnhaus                | dreigeschossiger Satteldachbau mit Fachwerkobergeschossen in Ecklage, verputztes massives Erdgeschoss mit Werksteinrahmungen über hohem Kellersockel mit Freitreppe, 1. Drittel 19. Jahrhundert | D-6-76-134-14 Wikidata | weitere Bilder |
| Hauptstraße 28, 30 (Standort) | Wohnhaus                | Doppelhaus, giebelständiges verputztes Fachwerkhaus mit Krüppelwalmdach, aufgeputzte Ädikula mit Hausmadonna, 17. Jahrhundert, Erdgeschoss verändert | D-6-76-134-16 Wikidata | weitere Bilder |
| Hauptstraße 33 (Standort)     | Gasthaus                | schmaler weitgehend freistehender dreigeschossiger Krüppelwalmdachbau mit Fachwerkobergeschossen, um 1600, massives verputztes Erdgeschoss mit kurzer Freitreppe und Sandsteintürrahmung sowie spätklassizistischer Flügeltür, bezeichnet 1849, zur Bergseite zweigeschossiger verputzter Fachwerkflügel mit Krüppelwalmdach, um 1800 | D-6-76-134-17 Wikidata | weitere Bilder |
| Hauptstraße 34 (Standort)     | Hausmadonna             | farbig gefasster Sandstein, barock, 18. Jahrhundert | D-6-76-134-18 Wikidata | weitere Bilder |
| Hauptstraße 36 (Standort)     | Wohnhaus                | zweigeschossiger Satteldachbau mit Aufzugsgaube und Zierfachwerkobergeschoss in Ecklage, überbauter Durchgang, Kellerportal bezeichnet 1590, Erdgeschoss verändert | D-6-76-134-19 Wikidata | weitere Bilder |
| Hauptstraße 40 (Standort)     | Wohnhaus                | traufständiger dreigeschossiger Satteldachbau mit Fachwerkobergeschossen, mit der Rückseite auf die Stadtmauer gebaut, Kellerportal, Sandstein, bezeichnet 1551, Erdgeschoss verändert | D-6-76-134-20 Wikidata | weitere Bilder |
| Hauptstraße 47 (Standort)     | Wohnhaus                | traufständiger dreigeschossiger Satteldachbau mit Zierfachwerkobergeschossen und seitlichem Zwerchhaus, Anfang 17. Jahrhundert, massives Erdgeschoss verändert, | D-6-76-134-21 Wikidata | weitere Bilder |
| Hauptstraße 51 (Standort)     | Wohnhaus                | traufständiger dreigeschossiger Satteldachbau mit Fachwerkobergeschossen und Aufzugsgaube über hohem Kellergeschoss, Rückseite auf Stadtmauer aufsitzend, 16. Jahrhundert, Aufstockung um 1800 | D-6-76-134-22 Wikidata | weitere Bilder |
| Hauptstraße 53 (Standort)     | Wohnhaus                | traufständiger viergeschossiger Satteldachbau mit Fachwerkobergeschossen und Zwerchhaus, massives Erdgeschoss mit großer Rundbogentür, 16. Jahrhundert, Veränderungen im 18./19. Jahrhundert | D-6-76-134-23 Wikidata | weitere Bilder |
| Hauptstraße 55 (Standort)     | Wohnhaus                | viergeschossiger Satteldachbau mit zwei Fachwerkobergeschossen und traufseitigem dreigeschossigem Satteldacherker mit Fachwerkobergeschoss, 17. Jahrhundert, die beiden unteren verputzten Steingeschosse verändert | D-6-76-134-24          | weitere Bilder |

#### Hofstraße
Umgrenzung: Hofstraße 1–7, 9, 11, 13, 15, 17, 19, 21, Rathausstraße 14, 16/18.

| Lage                    | Objekt                                                         | Beschreibung | Akten-Nr.              | Bild           |
| ----------------------- | -------------------------------------------------------------- | --- | ---------------------- | -------------- |
| Hofstraße (Standort)    | Treppe                                                         | Freitreppe mit Balustrade, Sandstein, barock, Mitte 18. Jahrhundert | D-6-76-134-27 Wikidata | weitere Bilder |
| Hofstraße 1 (Standort)  | Gasthaus                                                       | zweigeschossiger Krüppelwalmdachbau mit verputztem Fachwerkobergeschoss in Ecklage, 1688, reiche Putzgliederungen und -rahmungen Ende 19. Jahrhundert, rückwärtige Haushälfte stark verändert | D-6-76-134-26 Wikidata | weitere Bilder |
| Hofstraße 13 (Standort) | Ehemaliger Adelssitz der Freiherrn von Aulenbach und Mairhofen | mit Nebengebäuden um einen viereckigen Hof | D-6-76-134-28 Wikidata | weitere Bilder |
| Hofstraße 13 (Standort) | Ehemaliger Adelssitz der Freiherrn von Aulenbach und Mairhofen | Schlossbau, dreigeschossiger Satteldachbau mit Säulenerker über traufseitiger Freitreppe mit Balustrade, an der Nordwestecke zweigestaffelte Walmdacherker, verputztes Mauerwerk mit Werksteingliederungen unter Einbeziehung der Nordwestecke der mittelalterlichen Stadtmauer, Renaissance, bezeichnet 1560 und 1562    | D-6-76-134-28 Wikidata | weitere Bilder |
| Hofstraße 13 (Standort) | Ehemaliger Adelssitz der Freiherrn von Aulenbach und Mairhofen | Torbau mit Verwalterwohnung, zweigeschossiger Satteldachbau mit Schweifgiebeln und Schmuckfachwerkobergeschoss zum Hof sowie Putzfassade mit Werksteingliederungen zur Stadt, Zwerchhaus über Rundbogendurchfahrt zur Stadtseite mit Schweifgiebel, Renaissance, bezeichnet 1563, Wappenstein, Sandstein, bezeichnet 1693 | D-6-76-134-28 Wikidata | weitere Bilder |
| Hofstraße 13 (Standort) | Ehemaliger Adelssitz der Freiherrn von Aulenbach und Mairhofen | Scheune, massiver verputzter Satteldachbau mit Rundbogeneinfahrt und hofseitigen Anbauten teils in Fachwerk mit Schleppdach, bezeichnet 1584, Nebengebäude, zweigeschossiger Satteldachbau mit Sandsteinquaderfassade im Erdgeschoss und verputztem Obergeschoss, 1847                                                    | D-6-76-134-28 Wikidata | weitere Bilder |
| Hofstraße 13 (Standort) | Ehemaliger Adelssitz der Freiherrn von Aulenbach und Mairhofen | Ziehbrunnen, runde Brunnenbrüstung mit zwei Pfeilern und Sturz mit Fächerrosette und Kugelbekrönung, Sandstein, Renaissance, bezeichnet 1576 | D-6-76-134-28 Wikidata | weitere Bilder |
| Hofstraße 17 (Standort) | Wohnhaus                                                       | zweigeschossiger Satteldachbau mit Schmuckfachwerkobergeschoss in Ecklage, hoher Kellersockel mit Kellerhals und Freitreppe, 17. Jahrhundert, Erdgeschoss massiv erneuert | D-6-76-134-29 Wikidata | weitere Bilder |

#### Kirchenstraße
Umgrenzung: Kirchenstraße 1–11, 13.

| Lage                          | Objekt                                 | Beschreibung | Akten-Nr.              | Bild           |
| ----------------------------- | -------------------------------------- | --- | ---------------------- | -------------- |
| Kirchenstraße 2 (Standort)    | Wohnhaus                               | zweigeschossiger Satteldachbau mit Fachwerkobergeschoss in Ecklage, dem Giebel vorgesetzt ein schmaler zweigeschossiger reich verzierter Fachwerkflügel mit Satteldach über hohem Kellergeschoss, 1. Hälfte 17. Jahrhundert                                                              | D-6-76-134-30 Wikidata | weitere Bilder |
| Kirchenstraße 2 a (Standort)  | Wohnhaus                               | zweigeschossiger Satteldachbau mit Fachwerkobergeschoss in Straßengabelung, hoher Kellersockel mit Rundbogenportal, bezeichnet 1580, Erdgeschoss verändert | D-6-76-134-7 Wikidata  | weitere Bilder |
| Kirchenstraße 6 (Standort)    | Ehemaliges Rentamt                     | zur Talseite viergeschossiger Mansardwalmdachbau, verputzter Steinbau mit Werksteinrahmungen und Kurmainzischem Wappenrelief, zur Bergseite eingeschossig mit Zwerchhaus und eingeschossigem Satteldachflügel, barock, um 1740                                                           | D-6-76-134-31 Wikidata | weitere Bilder |
| Kirchenstraße 7 (Standort)    | Katholische Pfarrkirche St. Pankratius | Saalbau mit eingezogenem Dreiseitchor und Satteldach, nachgotischer Chorseitenturm über quadratischem Grundriss mit hohem verschiefertem Spitzhelm, Chor und Sakristei 1575, Langhaus und Turm, nachgotisch, ab 1617, Langhausverlängerung, neugotisch, bezeichnet 1892; mit Ausstattung | D-6-76-134-32 Wikidata | weitere Bilder |
| Nähe Kirchenstraße (Standort) | Stützmauern                            | und Treppenanlage mit Metallgitter und Nische für Pumpbrunnen, 16./17. und 19. Jahrhundert | D-6-76-134-32 Wikidata | weitere Bilder |
| Kirchenstraße 7 (Standort)    | Gruftkapelle                           | kleiner Satteldachbau, Sandsteinquaderfassade mit Ziergitter, neugotisch, 2. Hälfte 19. Jahrhundert mit aufbewahrten Grabsteinen des aufgelassenen Friedhofs, Sandstein, 17./18. Jahrhundert                                                                                             | D-6-76-134-32 Wikidata | BW             |
| Kirchenstraße 7 (Standort)    | Friedhofskreuz                         | Inschriftsockel mit Kruzifix, Sandstein, bezeichnet 1617 | D-6-76-134-32 Wikidata | BW             |
| Kirchenstraße 7 (Standort)    | Bildstock                              | Postament mit Pfeiler und Reliefaufsatz 'Pietà' und Cherubim, Sandstein, bezeichnet 1697, erneuert | D-6-76-134-32 Wikidata | BW             |
| Kirchenstraße 7 (Standort)    | Grabdenkmal                            | in Obeliskenform, Sandstein, klassizistisch, Anfang 19. Jahrhundert | D-6-76-134-32 Wikidata | BW             |
| Kirchenstraße 9 (Standort)    | Hoftor                                 | Rundbogen mit Radabweisern und Pforte mit geradem Sturz, Sandstein, 16. Jahrhundert | D-6-76-134-33 Wikidata | weitere Bilder |

#### Lindenstraße
Umgrenzung: Lindenstraße 1–7, 9, Hauptstraße 32, 33, Hofstraße 1, 2, Mainstraße 18, 19, Rathausstraße 17.

| Lage                      | Objekt                  | Beschreibung | Akten-Nr.              | Bild           |
| ------------------------- | ----------------------- | --- | ---------------------- | -------------- |
| Lindenstraße 1 (Standort) | Gasthaus                | dreigeschossiger Mansardwalmdachbau über Kellersockel mit Fachwerkobergeschossen in Ecklage, Ende 18. Jahrhundert, unverputztes Sandsteinerdgeschoss mit Werksteinrahmungen, um 1900           | D-6-76-134-34 Wikidata | weitere Bilder |
| Lindenstraße 3 (Standort) | Wohn- und Geschäftshaus | giebelständiger zweigeschossiger Satteldachbau mit Fachwerkobergeschoss über hohem Kellersockel, 17. Jahrhundert, massives Erdgeschoss mit korbbogigem Schaufenster, 1. Hälfte 20. Jahrhundert | D-6-76-134-36 Wikidata | weitere Bilder |
| Lindenstraße 4 (Standort) | Wohnhaus                | zweigeschossiges Fachwerkhaus mit Satteldach über hohem Kellersockel in Ecklage, übereck vorkragendes Obergeschoss, Zierfachwerk, bezeichnet 1589                                              | D-6-76-134-90 Wikidata | weitere Bilder |

#### Mainstraße
Umgrenzung: Mainstraße 1–19, Hauptstraße 34, 36.

| Lage                    | Objekt   | Beschreibung | Akten-Nr.              | Bild           |
| ----------------------- | -------- | --- | ---------------------- | -------------- |
| Mainstraße 8 (Standort) | Wohnhaus | giebelständiges zweigeschossiges teilweise verputztes Fachwerkhaus, 1630, Erdgeschoss und Teile des Obergeschosses massiv erneuert, Sandstein-Dreifenstergruppe im Erdgeschoss, 19. Jahrhundert | D-6-76-134-91 Wikidata | weitere Bilder |

#### Restliche Baudenkmäler außerhalb der besonderen Bereiche
| Lage                          | Objekt       | Beschreibung | Akten-Nr.              | Bild           |
| ----------------------------- | ------------ | --- | ---------------------- | -------------- |
| In der Altstadt 1 (Standort)  | Fachwerkhaus | giebelständiger dreigeschossiger Satteldachbau mit Fachwerkobergeschossen, Ende 16. Jahrhundert, Erdgeschoss verändert                                                                            | D-6-76-134-39 Wikidata | weitere Bilder |
| In der Altstadt 5 (Standort)  | Wohnhaus     | zweigeschossiger Halbwalmdachbau mit Zierfachwerkobergeschoss über Kellersockel, 1. Hälfte 17. Jahrhundert, Erdgeschoss massiv erneuert                                                           | D-6-76-134-40 Wikidata | weitere Bilder |
| In der Altstadt 17 (Standort) | Wohnhaus     | dreigeschossiges Fachwerkhaus über hohem Kellersockel in Ecklage, Satteldach und weite Übereckvorkragung zum 1. Obergeschoss, Kellereingang mit geschweiftem Schulterbogenportal, bezeichnet 1626 | D-6-76-134-88 Wikidata | weitere Bilder |

#### Restliche Kernstadt
| Lage                                                                              | Objekt                       | Beschreibung | Akten-Nr.              | Bild                         |
| --------------------------------------------------------------------------------- | ---------------------------- | --- | ---------------------- | ---------------------------- |
| Birkenrain (Standort)                                                             | Aussichtsturm                | schlanker Turm mit geböschten Kanten und vorkragendem Zinnenkranz mit seitlichem ebenfalls zinnenbekröntem Scharwachttürmchen, Sockelgeschoss mit Außentreppe über Stichbögen, auf halber Höhe Aussichtsbalkon, unverputzte Sandsteinfassade, hangabwärts vorgelagerte Sandsteintreppe, historistisch, 1903, | D-6-76-134-89 Wikidata | Aussichtsturm                |
| Brünnchensröder (Standort)                                                        | Wegkapelle                   | kleiner Rechteckbau mit Satteldach und Dreiseitschluss, Giebelfassade mit Rundbogenöffnung und Kreuzbekrönung, Sandsteinquaderbau, 1898, im Innern Inschriftsockel mit Kreuzschlepper, Sandstein, barock, bezeichnet 1706 | D-6-76-134-45 Wikidata | Wegkapelle                   |
| Brünnchensröder; Nähe Staatsstraße 2309 (Standort)                                | Laufbrunnen                  | unverputzte Bruchsteinmauer mit Segmentgiebel, Rundbogennische und halbrund vorspringendem Brunnenbecken, bezeichnet 1911 | D-6-76-134-44 Wikidata | Laufbrunnen                  |
| Clingenburg; Nähe Clingenburg (Standort)                                          | Burgruine Clingenburg        | um 1200 erbaut, im 15. Jahrhundert wesentlich um- und neu gebaut, 1683 kriegszerstört, seitdem Ruine | D-6-76-134-2 Wikidata  | weitere Bilder               |
| Clingenburg; Nähe Clingenburg (Standort)                                          | Burgruine Clingenburg        | Palas, Reste eines zweigeschossigen unterkellerten Wohnbaus mit großen fünfteiligen Stufenfenstern und rundem Eckerker über Konsolen, Bruchsteinmauerwerk mit Werksteinrahmungen, spätgotisch, 15. Jahrhundert; Ringmauer, zinnenbekrönte Mauerreste mit Rundbogenportal, im Kern 13. Jahrhundert (?) ergänzt durch eine Zwingermauer mit Torbau und Rundtürmen, Bruchstein mit Werksteinrahmungen und Rundbogenfriesen, 15. Jahrhundert   | D-6-76-134-2 Wikidata  | BW                           |
| Clingenburg; Nähe Clingenburg (Standort)                                          | Burgruine Clingenburg        | Ringmauer, zinnenbekrönte Mauerreste mit Rundbogenportal, im Kern 13. Jahrhundert (?) ergänzt durch eine Zwingermauer mit Torbau und Rundtürmen, Bruchstein mit Werksteinrahmungen und Rundbogenfriesen, 15. Jahrhundert | D-6-76-134-2 Wikidata  | weitere Bilder               |
| Johannesweg (Standort)                                                            | St.-Nepomuk-Statue           | geschweifter Inschriftsockel mit Figur des hl. Johann Nepomuk (Kopie), Sandstein, bezeichnet 1728 | D-6-76-134-41 Wikidata | St.-Nepomuk-Statue           |
| Ludwigstraße 15 (Standort)                                                        | Doppelhaus                   | zweigeschossiger, traufständiger und verputzter Satteldachbau mit Fachwerkobergeschoss über massivem Erdgeschoss, klassizistische Fassadengliederung mit Ädikulaportal und Konsolgesims, frühes 19. Jh., gründerzeitliche Überformung und rückwärtiger Anbau, bez. 1882; zugehörige Gartenmauer, um 1882 | D-6-76-134-179         | BW                           |
| Ludwigstraße 41; Ludwigstraße 41 a; Ludwigstraße 39; Ludwigstraße 39 a (Standort) | Ehemaliges Elektrizitätswerk | Hauptgebäude, zweigeschossiger Mittelrisalit mit Flachsatteldach und eingeschossigen Pultdachflügeln, gelber Backstein mit Gliederungen aus rotem Backstein und Sandsteinwerkstücken, im Erdgeschoss große hohe Bogenfenster, Obergeschoss mit kleinen Rundbogen- und Okkulusfenstern, hoher Industrieschornstein aus gelbem Klinkermauerwerk                                                                                              | D-6-76-134-37 Wikidata | Ehemaliges Elektrizitätswerk |
| Ludwigstraße 41; Ludwigstraße 41 a; Ludwigstraße 39; Ludwigstraße 39 a (Standort) | Ehemaliges Elektrizitätswerk | Verwaltungsgebäude, zweigeschossiger Flachsatteldachbau mit einseitigem Krüppelwalm und übergiebeltem Mittelrisaliten, gelber Backstein mit Gliederungen aus rotem Backstein und Sandsteinwerkstücken | D-6-76-134-37 Wikidata | BW                           |
| Ludwigstraße 41; Ludwigstraße 41 a; Ludwigstraße 39; Ludwigstraße 39 a (Standort) | Schlachthof                  | Großviehstall, eingeschossige Umfassungsmauern, gelber Backstein mit Gliederungen aus rotem Backstein und Sandsteinwerkstücken, modern aufgestockt | D-6-76-134-37 Wikidata | BW                           |
| Ludwigstraße 41; Ludwigstraße 41 a; Ludwigstraße 39; Ludwigstraße 39 a (Standort) | Schlachthof                  | Schlachthaus, eingeschossige Umfassungsmauern, gelber Backstein mit Gliederungen aus rotem Backstein und Sandsteinwerkstücken, durch Umbau verändert und modern aufgestockt, Jean Spindler, historisierend, 1898/1899 | D-6-76-134-37 Wikidata | Schlachthof                  |
| Müllersweinberg (Standort)                                                        | Bildstock                    | Inschriftsockel und Pfeiler mit geböschten Kanten mit Reliefaufsatz 'Pietà' und Kreuzbekrönung, Sandstein, bezeichnet 1763, Pfeiler und Aufsatz erneuert | D-6-76-134-38 Wikidata | Bildstock                    |
| Nähe Wilhelmstraße (Standort)                                                     | Kreuz                        | Tischsockel mit Inschrift und Kruzifix, Sandstein, bezeichnet 1740 | D-6-76-134-42 Wikidata | Kreuz                        |
| Rathausstraße 1 (Standort)                                                        | Kurmainzer Wappenstein       | nicht nachqualifiziert | D-6-76-134-4 Wikidata  | BW                           |
| Rathausstraße 9 (Standort)                                                        | Ehemaliger Schlossgarten     | Rest eines formalen Gartens mit Ummauerung und zentralem Brunnenbecken; Gartenpavillon am Ende der mittleren Wegachse, kleiner eingeschossiger Fachwerkbau mit flachem Pyramidendach über quadratischem Grundriss, in Funktion eines Belvederes auf die Gartenmauer und zwei Holzstützen gesetzt, Zugang über Steintreppen entlang der Gartenmauer, 18. Jahrhundert                                                                        | D-6-76-134-5 Wikidata  | Ehemaliger Schlossgarten     |
| Schloßberg (Standort)                                                             | Weinbergsanlagen             | Hochberg und Rauschenberg sowie Schlossberg, jeweils etwa 1500 m nördlich und südlich von Klingenberg sich erstreckend. Besonders gut und gleichmäßig erhaltene Anlage, auf älterer Grundlage wohl im 18./19. Jahrhundert ausgebaut, mit zahlreichen äußerst schmalen Terrassen, die durch Trockenmauern aus behauenem Rotsandstein gestützt werden. Durchlaufende Treppen senkrecht zum Hang sowie Kragstufentreppen in den Trockenmauern | D-6-76-134-43 Wikidata | Weinbergsanlagen             |
| Wilhelmstraße 8 (Standort)                                                        | Wohn- und Geschäftshaus      | Ehemalige Drogerie, traufständiger zweigeschossiger Satteldachbau, gelbe Backsteinfassade mit Rotsandsteingliederungen und bogigen Schaufenstern im Erdgeschoss, der Mittelteil durch Konsolerker und fialengeschmücktem Zwerchhausblendgiebel hervorgehoben, gotisierender Historismus, um 1900 | D-6-76-134-93 Wikidata | Wohn- und Geschäftshaus      |
| Wilhelmstraße 90 (Standort)                                                       | Ehemaliges Finanzamt         | jetzt Vermessungsamt, giebelständiger dreigeschossiger Satteldachbau mit geschweiften Blendgiebeln und Zwerchhaus, Querflügel mit einfachem Satteldach, rückwärtiger Treppenturm mit geschweifter Schieferhaube und Laterne, Putzfassade über unverputztem Sandstein-Erdgeschoss durch Werksteinkanten und -rahmungen sowie Erker und Balkon gegliedert, Neorenaissance, bezeichnet 1911                                                   | D-6-76-134-97 Wikidata | Ehemaliges Finanzamt         |
| Willraben (Standort)                                                              | Bildstock                    | Inschriftsockel und Pfeiler mit Tonnendach-Nischenaufsatz mit Kreuzbekrönung, Sandstein, bezeichnet 1737 | D-6-76-134-46 Wikidata | Bildstock                    |

### Röllfeld
| Lage                                                       | Objekt                                                   | Beschreibung | Akten-Nr.              | Bild                                                   |
| ---------------------------------------------------------- | -------------------------------------------------------- | --- | ---------------------- | ------------------------------------------------------ |
| Eisweiher (Standort)                                       | Bildstock                                                | Säule mit Reliefaufsatz 'Madonna', Sandstein, 19. Jahrhundert, erneuert | D-6-76-134-66 Wikidata | Bildstock                                              |
| Nähe Friedhofstraße (Standort)                             | Grabmal der Familie des ehemaligen Amtsrichters Walter   | um 1915, dreiteilige schlichte korinthisierende Anlage aus dunklem Marmor | D-6-76-134-175         | Grabmal der Familie des ehemaligen Amtsrichters Walter |
| Nähe Friedhofstraße (Standort)                             | Priestergrabmal                                          | für Karl Abert mit Figurennische in neugotischen Architekturformen aus Sandstein mit segnender Christusfigur, um 1900 | D-6-76-134-175         | Priestergrabmal                                        |
| Hahnbergweg 6 (Standort)                                   | Ehemaliges Wohnhaus mit Atelier des Künstlers Hans König | ein- bis zweigeschossiger Massivbau über L-förmigem Grundriss mit Flachdach und aufgeglaster Gartenfront, teils über Sandsteinsockel, verputzt oder mit Holzverkleidung, mit angeschlossenem Carport, im Eingangsbereich Wandverkleidung aus Keramikfliesen, nach Entwürfen Hans Königs 1961 durch Otto Abb errichtet historisierendes Fragment eines Sandsteinkruzifixus, Hans König zugeschrieben Gartengestaltung unter Einbezug der umliegenden Weinbergsanlage mit schmalen Terrassen und Trockenmauern aus Rotsandstein, auf älterer Grundlage wohl im 18./19. Jh. ausgebaut, ab 1961 sparsam bepflanzt und die Mauern mit einbezogenen Treppenanlagen teils ergänzt | D-6-76-134-177         | BW                                                     |
| Himmeltaler Straße 7; Himmeltaler Straße 9 (Standort)      | Wohnhaus                                                 | giebelständiger zweigeschossiger Satteldachbau mit weitgehend verputztem Zierfachwerkobergeschoss und zweifach vorkragendem Giebel, 1. Hälfte 17. Jahrhundert, Erdgeschoss massiv ersetzt mit Sandsteinrahmungen, Neorenaissance, bezeichnet 1926/27 | D-6-76-134-47 Wikidata | BW                                                     |
| Himmeltaler Straße 15 (Standort)                           | Kreuz                                                    | geschweifter Tischsockel mit Inschriftkartusche und Kruzifix, Sandstein, Rokoko, bezeichnet 1786 | D-6-76-134-48 Wikidata | Kreuz                                                  |
| Himmeltaler Straße 26 (Standort)                           | Bauernhof                                                | Bauernhaus, giebelständiger zweigeschossiger Satteldachbau mit verputztem Fachwerkobergeschoss und dreifach vorkragendem Giebel, 17. Jahrhundert, Erdgeschoss teilweise massiv ersetzt mit Sandsteinrahmungen, 19. Jahrhundert, massiver eingeschossiger Pultdachanbau mit Sandsteinrahmungen, 1. Hälfte 19. Jahrhundert | D-6-76-134-1 Wikidata  | Bauernhof                                              |
| Himmeltaler Straße 26 (Standort)                           | Bauernhof                                                | Scheune, Fachwerkbau mit Satteldach, Wände zum Teil durch Bruchsandstein massiv erneuert, 18./19. Jahrhundert | D-6-76-134-1 Wikidata  | Bauernhof                                              |
| Himmeltaler Straße 28 (Standort)                           | Wohnhaus                                                 | giebelständiger zweigeschossiger Satteldachbau mit verputztem Fachwerkobergeschoss, 1. Hälfte 16. Jahrhundert, Erdgeschoss verändert | D-6-76-134-49 Wikidata | Wohnhaus                                               |
| Hollerstrauch (Standort)                                   | Wegkapelle                                               | massiver verputzter Rechteckbau mit Satteldach auf hohem Sockel, eine Traufseite offen und mit Holzgatter versehen, Anfang 16. Jahrhundert, Versetzung 2005; mit Ausstattung | D-6-76-134-65 Wikidata | Wegkapelle                                             |
| Hundsruck (Standort)                                       | Friedhof                                                 | der 1778 abgebrochenen Grubinger Pfarrkirche, Friedhofsmauer mit Rundbogen, unverputzter Sandstein, romanisch, 13. Jahrhundert, durch Straßenbau 1958/59 zurückgesetzt wiederaufgebaut | D-6-76-134-67 Wikidata | weitere Bilder                                         |
| Hundsruck (Standort)                                       | Kruzifix Gedenktafel                                     | Sandstein, Ende 18. Jahrhundert | D-6-76-134-67 Wikidata | weitere Bilder                                         |
| Kastanienhof 1 (Standort)                                  | Wegkreuz                                                 | Tischsockel mit Inschrift, Bäckerzunftzeichen und Kruzifix, Sandstein, barock, bezeichnet 1720 | D-6-76-134-52 Wikidata | Wegkreuz                                               |
| Langgasse 14; Zweiggasse 2 (Standort)                      | Pfarrhof                                                 | Pfarrhaus, freistehender zweigeschossiger Mansardwalmdachbau über Kellersockel, verputztes Mauerwerk mit Sandsteinrahmungen, 1630 | D-6-76-134-50 Wikidata | weitere Bilder                                         |
| Langgasse 14; Zweiggasse 2 (Standort)                      | Pfarrhof                                                 | Hofmauer mit profiliertem Rundbogen und gleicher Pforte, Sandstein, bezeichnet 1715 | D-6-76-134-50 Wikidata | Pfarrhof                                               |
| Langgasse 14; Zweiggasse 2 (Standort)                      | Pfarrhof                                                 | Gartenmauer mit zwei Torpfeilern, Sandstein, 18. Jahrhundert | D-6-76-134-50 Wikidata | Pfarrhof                                               |
| Langgasse 21 (Standort)                                    | Hoftor                                                   | Mauerrest und zwei Torpfeiler mit Kugelbekrönung, Sandstein, 18. Jahrhundert | D-6-76-134-51 Wikidata | Hoftor                                                 |
| Mariengasse (Standort)                                     | Laufbrunnen                                              | über Treppenpostament Brunnenpfeiler mit Delphinen und wasserspeiendem Löwenkopf sowie kelchförmigem Polygonalbecken, Sandstein, neubarock, bezeichnet 1901 | D-6-76-134-57 Wikidata | Laufbrunnen                                            |
| Mariengasse 3; Nähe Mariengasse; Nähe Langgasse (Standort) | Katholische Pfarrkirche Mariä Himmelfahrt                | Saalbau mit eingezogenem halbrund schließendem Chor und verschiefertem Satteldach, Blendfassade mit obeliskengeschmücktem Volutengiebel, vorgestellter Turm auf quadratischem Grundriss mit verschieferter Zwiebelhaube und Laterne mit gestreckter Spitze, Putzfassade mit Werksteinrahmungen, Westfassade und Turm aus unverputzten Sandsteinquadern mit Figurennischen, Spätrenaissance, 1623/24, Langhausverlängerung und Turm, Neorenaissance, 1893; mit Ausstattung | D-6-76-134-54 Wikidata | weitere Bilder                                         |
| Mariengasse 3; Nähe Mariengasse; Nähe Langgasse (Standort) | Kreuz                                                    | Inschriftsockel und Kruzifix, Sandstein, bezeichnet 1724 | D-6-76-134-54 Wikidata | Kreuz                                                  |
| Mariengasse 3; Nähe Mariengasse; Nähe Langgasse (Standort) | Mariensäule                                              | Inschriftpostament mit Säule und 'Immaculata', Sandstein und Eisenreif, bezeichnet 1757; Sockel erneuert | D-6-76-134-54 Wikidata | Mariensäule                                            |
| Mariengasse 7 (Standort)                                   | Scheune                                                  | zweigeschossiger Satteldachbau mit mittiger Toreinfahrt, Fachwerk teilweise massiv erneuert, 18./19. Jahrhundert | D-6-76-134-55 Wikidata | Scheune                                                |
| Mariengasse 7 (Standort)                                   | Bildstock                                                | vermauert, Säule mit Kreuzdach-Reliefaufsatz 'Kruzifix', Sandstein, 17. Jahrhundert | D-6-76-134-55 Wikidata | Bildstock                                              |
| Mariengasse 7 (Standort)                                   | Kellereingang                                            | rundbogig, Sandstein, bezeichnet 1581 | D-6-76-134-55 Wikidata | Kellereingang                                          |
| Mariengasse 10 (Standort)                                  | Ehemaliges Rathaus                                       | zweigeschossiges Zierfachwerkhaus mit Schieferhalbwalmdach über Kellersockel, zweigeschossiger Standerker mit Zierfachwerk und Schiefersatteldach, Renaissance, bezeichnet 1615, zweigeschossiger Anbau über Kellerhanggeschoss, unverputzter Sandsteinquaderbau mit Schieferwalmdach, Neoklassizismus, bezeichnet 1881 | D-6-76-134-56 Wikidata | Ehemaliges Rathaus                                     |
| Nähe Rosenbergstraße (Standort)                            | Laufbrunnen                                              | Brunnenpfeiler mit kelchförmigem halbrundem Becken, Sandstein, neubarock, bezeichnet 1905 | D-6-76-134-60 Wikidata | Laufbrunnen                                            |
| Nähe Spessartstraße (Standort)                             | Bildstock                                                | Pfeiler mit Voluten-Reliefaufsatz 'Hl. Ambrosius / Hl. Drei Könige an der Krippe / Hl. Katharina' und Kreuzbekrönung, Sandstein 1603 | D-6-76-134-68 Wikidata | Bildstock                                              |
| Paradeismühle 1 (Standort)                                 | Mühle                                                    | freistehender dreigeschossiger Satteldachbau mit Fachwerkobergeschossen, massives Erdgeschoss mit Sandsteinrahmungen, 1798 | D-6-76-134-64 Wikidata | Mühle                                                  |
| Röllbacher Straße 18 (Standort)                            | Villa                                                    | eingeschossiger doppelgiebeliger Halbwalmdachbau mit Schopf über hohem Kellersockel, Putzfassaden mit Eckerker und geschnitzten Fensterrahmungen im Dachgeschoss, Heimatstil, Anfang 20. Jahrhundert | D-6-76-134-58 Wikidata | Villa                                                  |
| Röllbacher Straße 18 (Standort)                            | Parkeinfriedung                                          | aus rustiziertem Sandstein mit Torpfeilern und Brücke, Anfang 20. Jahrhundert | D-6-76-134-58 Wikidata | Parkeinfriedung                                        |
| Rosenbergstraße 10 (Standort)                              | Bauernhaus                                               | giebelständiges zweigeschossiges Fachwerkhaus mit Krüppelwalm über hohem Kellersockel, 17. Jahrhundert | D-6-76-134-95 Wikidata | Bauernhaus                                             |
| Rosenbergstraße 12 (Standort)                              | Wohnhaus                                                 | giebelständiger zweigeschossiger Krüppelwalmdachbau mit Fachwerkobergeschoss, 18. Jahrhundert, Erdgeschoss verändert | D-6-76-134-59 Wikidata | Wohnhaus                                               |
| Unterlandstraße 5 (Standort)                               | Wohnhaus                                                 | giebelständiger zweigeschossiger Satteldachbau mit verputztem Fachwerkobergeschoss über Kellersockel, 17. Jahrhundert | D-6-76-134-61 Wikidata | Wohnhaus                                               |
| Zweiggasse 2 (Standort)                                    | Mariensäule                                              | zusammengesetzte Säule unterschiedlicher Provenienz, Sandstein, 19./20. Jahrhundert mit Kopie einer Madonna des 18. Jahrhunderts | D-6-76-134-63 Wikidata | Mariensäule                                            |
| Zweiggasse 13 (Standort)                                   | Wohnhaus                                                 | zweigeschossiger Walmdachbau mit Fachwerkobergeschoss, Erdgeschoss mit unverputztem Sandsteinmauerwerk über Kellersockel, um 1800 | D-6-76-134-62 Wikidata | Wohnhaus                                               |

### Trennfurt
| Lage                                                    | Objekt                                                                    | Beschreibung | Akten-Nr.                        | Bild                                                                      |
| ------------------------------------------------------- | ------------------------------------------------------------------------- | --- | -------------------------------- | ------------------------------------------------------------------------- |
| Nähe Trennfurter Straße, Abzweigung Im Tal (Standort)   | Wegkapelle                                                                | Kleiner Satteldachbau auf rechteckigem Grundriss, Putzfassade mit Werksteingliederungen, bezeichnet mit 1777, nach Abbau und Geländeaufschüttung 1999 am gleichen Standort mit dem gleichen Material auf höherem Niveau wiederaufgebaut | D-6-76-134-87 Wikidata           | Wegkapelle                                                                |
| Ankergasse (Standort)                                   | Laufbrunnen                                                               | Rechteckiger Brunnentrog mit profiliertem Rand, Sandstein, 1. Hälfte 19. Jahrhundert, neuer Brunnenpfeiler mit Figurenbekrönung 'Madonna mit Kind', Sandstein, 20. Jahrhundert | D-6-76-134-86 Wikidata           | Laufbrunnen                                                               |
| Ankergasse 12 (Standort)                                | Zwei geschnitzte Eckpfosten                                               | 17. Jahrhundert | D-6-76-134-70 Wikidata           | Zwei geschnitzte Eckpfosten                                               |
| Kleine Gasse 1 (Standort)                               | Wohnhaus                                                                  | Giebelständiges zweigeschossiges Krüppelwalmdachhaus mit verputztem und übereck vorkragendem Fachwerkobergeschoss, ehemals Zierfachwerk, 1713, Erdgeschoss mit Sandsteinkanten und -rahmungen über Hanggeschoss mit Kellerzugang, 17. Jahrhundert, Türblatt, 19. Jahrhundert | D-6-76-134-73 Wikidata           | Wohnhaus                                                                  |
| Magdalenengasse 2; Magdalenengasse 4 (Standort)         | Doppelhaus                                                                | Zweigeschossiger Satteldachbau mit Fachwerkobergeschoss in Ecklage, Kellersockel mit zwei Kellerhälsen, 18. Jahrhundert, Erdgeschossumbau mit Sandsteinrahmungen und Hauserweiterung bezeichnet 1848 | D-6-76-134-74 Wikidata           | Doppelhaus                                                                |
| Nähe Ankergasse (Standort)                              | Laufbrunnen                                                               | Brunnenpfeiler mit schmiedeeisernem Hahn und Aufsatz in Form einer stilisierten Eichel, geschweifter Brunnentrog, Sandstein, bezeichnet mit 1828, erneuert | D-6-76-134-72 Wikidata           | Laufbrunnen                                                               |
| Oberm Dorf (Standort)                                   | Bildsäule                                                                 | 18./19. Jahrhundert | D-6-76-134-71 Wikidata           | Bildsäule                                                                 |
| Trennfurter Straße 38 (Standort)                        | Pförtnerhaus der ehemaligen Tonindustrie AG Klingenberg (heute Dekoramik) | Traufseitiger eineinhalbgeschossiger Satteldachbau mit Fachwerkdrempel, verputztes Erdgeschoss mit Backsteingliederungen, vortretender Mittelrisalit mit Zwillingstreppengiebel vor Zwerchhäusern, eingeschossiger Pultdachanbau mit gegliederter Blendfassade, um 1888 | D-6-76-134-96 Wikidata           | Pförtnerhaus der ehemaligen Tonindustrie AG Klingenberg (heute Dekoramik) |
| Trennfurter Straße 70 (Standort)                        | Wohnhaus                                                                  | Ehemaliges Doppelhaus, zurückliegender traufseitiger zweigeschossiger Satteldachbau über hohem Hanggeschoss, mit Zierfachwerkobergeschoss, Erdgeschoss verändert, 17./18. Jahrhundert | D-6-76-134-76 Wikidata           | Wohnhaus                                                                  |
| Trennfurter Straße 72 (Standort)                        | Wohnhaus                                                                  | Zweigeschossiger Fachwerkbau über hohem Kellersockel in Ecklage, Satteldach, Erdgeschoss verputzt, 18. Jahrhundert | D-6-76-134-77 Wikidata           | Wohnhaus                                                                  |
| Trennfurter Straße 74; Trennfurter Straße 76 (Standort) | Katholische Pfarrkirche St. Maria Magdalena                               | Einschiffiger Saalbau mit Satteldach und vorgesetztem Turm mit verschieferter doppelter Zwiebelhaube, unverputzter Sandstein, spätbarock, um 1750, vermutlich durch Johann Martin Schmitt, zeitgleiche mehrläufige Freitreppe vor Turmportal, stark verbreiterte Erweiterung und Verlängerung des Langhauses mit neuem eingezogenem Dreiseitchor und Walmdächern, neobarock, 1951; mit Ausstattung | D-6-76-134-78 Wikidata           | weitere Bilder                                                            |
| Trennfurter Straße 74; Trennfurter Straße 76 (Standort) | Kirchhofmauer                                                             | Mit Schlitzscharten und Wehrgang über Konsolfries, mittelalterlich | D-6-76-134-78 zugehörig Wikidata | weitere Bilder                                                            |
| Trennfurter Straße 78 (Standort)                        | Wohnhaus                                                                  | Giebelständiger Satteldachbau mit Zierfachwerkobergeschoss, massives verputztes Erdgeschoss mit Sandsteingewänden über hohem Kellersockel, rückwärtiges Rundbogenportal, 17. Jahrhundert | D-6-76-134-79 Wikidata           | Wohnhaus                                                                  |
| Trennfurter Straße 80 (Standort)                        | Wohnhaus                                                                  | Zweigeschossiger Satteldachbau mit Zierfachwerkobergeschoss in Ecklage, 17./18. Jahrhundert, Erdgeschoss verputzt mit Sandsteinkanten und -rahmungen, um 1900 | D-6-76-134-80 Wikidata           | Wohnhaus                                                                  |
| Trennfurter Straße 84; Trennfurter Straße 86 (Standort) | Wohnhaus                                                                  | Ehemaliges Doppelhaus, zweigeschossiger Satteldachbau mit Zierfachwerkobergeschoss und Fenstererker in Ecklage, um 1600, Erdgeschoss verändert | D-6-76-134-81 Wikidata           | Wohnhaus                                                                  |
| Trennfurter Straße 88 (Standort)                        | Wohnhaus                                                                  | Zweigeschossiges Fachwerkhaus über hohem Kellersockel mit Freitreppe in Ecklage, Zierfachwerk, 17./18. Jahrhundert, Türblatt 1. Viertel 20. Jahrhundert | D-6-76-134-82 Wikidata           | Wohnhaus                                                                  |
| Trennfurter Straße 89 (Standort)                        | Hoftor                                                                    | Rundbogentor und seitliche Fußgängerpforte mit profiliertem Gewände, Sandstein, bezeichnet mit 1737 | D-6-76-134-83 Wikidata           | Hoftor                                                                    |
| Trennfurter Straße 110 (Standort)                       | Wohnhaus                                                                  | Traufseitiges zweigeschossiges Wohnhaus mit Durchfahrt, einseitiger Krüppelwalm und verschieferte Dachhäuschen, Fachwerkobergeschoss, über hohem Kellersockel verputztes Erdgeschoss mit Werksteinkanten und -rahmungen sowie Freitreppe, bezeichnet mit 1832, bauzeitliches klassizistisches Türblatt                                                                                             | D-6-76-134-84 Wikidata           | Wohnhaus                                                                  |

## Ehemalige Baudenkmäler
In diesem Abschnitt sind Objekte aufgeführt, die früher einmal in der Denkmalliste eingetragen waren, jetzt aber nicht mehr. Objekte, die in anderem Zusammenhang – also z. B. als Teil eines Baudenkmals – weiter eingetragen sind, sollen hier nicht aufgeführt werden. Aktennummern in diesem Abschnitt sind ehemalige, jetzt nicht mehr gültige Aktennummern.

| Lage                                       | Objekt | Beschreibung        | Akten-Nr.              | Bild |
| ------------------------------------------ | ------ | ------------------- | ---------------------- | ---- |
| Trennfurt Trennfurter Straße 48 (Standort) | Pietà  | 17./18. Jahrhundert | D-6-76-134-75 Wikidata | BW   |